# Almindelig spergel
Almindelig spergel (Spergula arvensis) eller blot spergel, er en 10-30 cm høj urt, der især vokser på sandet, næringsfattig agerjord. Plantens hurtige spiring og dens tålsomhed over for sandet og udpint jord har gjort den til et velkendt ukrudt.

## Beskrivelse
Alm. spergel er en énårig, urteagtig plante med en opret, spinkel vækst. Stænglerne er kun lidt forgrenede, og de er lidt klæbrige på grund af kirtelhår. Bladene er kransstillede, linjeformede og helrandede med lysegrøn over- og underside. På undersiden af bladene findes en smal fure.
Blomstringen sker i juni-september, hvor man kan finde de små, hvide blomster i endestillede kvaste. Bægerbladene er næsten lige så lange som kronbladene. Frugten er en kapsel, der er dobbelt så lang som bægeret. De mange frø har af og til en smal vinge.
Rodnettet består af et tæt forgrenet netværk af trævlerødder.
Højde x bredde og årlig tilvækst: 0,30 x 0,15 m (30 x 15 cm/år).

## Voksested
Spergel er dels en gammel kulturplante, dels et almindelig frøukrudt (se Frugtbare halvmåne). Den er hjemmehørende eller naturaliseret overalt i Europa, hvor den især optræder på sandet og mager bund.
Ved udgravning af en jernalderboplads i Fjærås sogn i Halland (400 f.Kr.-60 f.Kr.) fandt man frø af alm. spergel sammen med bl.a. agerstedmoderblomst, alm. byg, alm. havre, ferskenpileurt, hvidmelet gåsefod, kortstråle, snerlepileurt og vejpileurt.

## Underarter
Der findes to underarter i Danmark
- subsp arvensis har kun få kirtelhår, men frøene har kølleformede papiller. Er især udbredt på Øerne.
- subsp. sativa, Foderspergel, er tæt kirtelhåret og har frø med en jævn overflade. Er især udbredt i Nord- og Vestjylland.

| Portal | Portal:Botanik |